# Municipio (metropolitana di Napoli)
Municipio è una stazione delle linee 1 e 6 della metropolitana di Napoli.

## Storia
Nel progetto originario della linea 1 la stazione non era prevista, fu introdotta a seguito della modifica del tracciato allo scopo di creare l'interscambio con la linea 6.
Dall'inaugurazione del cantiere, nel 1999, intercorsero circa 27 modifiche progettuali a causa dei numerosi ritrovamenti archeologici di rilevante importanza. L'eccezionalità e la quantità di reperti rinvenuti, tra cui anche cinque navi di epoca romana, fecero sì che venisse definita, assieme alla stazione Duomo, stazione "archeologica". La realizzazione della stazione ha comportato un investimento complessivo di circa 393,3 milioni di euro, risultando la stazione della linea 1 dal costo più elevato. 
L'inaugurazione formale della stazione, relativamente alla sola Linea 1, inizialmente fissata per il 16 maggio 2015, fu annullata e posticipata al successivo 23 maggio a causa del lutto cittadino proclamato dal sindaco di Napoli Luigi De Magistris per le quattro vittime uccise a Secondigliano il 15 maggio precedente. Il 2 giugno dello stesso anno, la stazione aprì al servizio viaggiatori, diciottesima ad entrare in servizio per la linea 1.
Nel giorno dell'apertura della stazione, in occasione della Festa della Repubblica, fu scoperta, al suo interno, una lapide in memoria di Salvatore Renna, operaio deceduto il 20 settembre 2014 cadendo da un'impalcatura all'interno del cantiere.
Il 21 luglio 2017 fu inaugurata l'uscita antistante palazzo San Giacomo e contestualmente fu abbattuto l'ultimo diaframma della seconda galleria di raccordo con la futura stazione della linea. Il 22 dicembre 2018 fu inaugurata l'uscita su via Depretis. Il 10 luglio 2023 è stato aperto il sottopasso pedonale per collegare la stazione con il porto.
Il 17 luglio 2024 fu riattivata la linea 6 da Mostra a Municipio ed è divenuta nodo di interscambio tra le due linee.

## Struttura e impianti
La stazione, progettata dagli architetti Álvaro Siza ed Eduardo Souto de Moura, serve le zone di piazza del Plebiscito, quartieri Spagnoli e Beverello, con gli imbarchi turistici principali del porto di Napoli.
La stazione della linea 1, in galleria, occupa una superficie di 7 088 m², con un'area di intervento pari a 75 300 m². La profondità della stazione è di 32 metri, presenta una pendenza dell'1,5% e dispone di 21 impianti e 5 uscite.
Il complesso sorge parallelo al lato del Maschio Angioino, tra la torre San Giorgio e la torre Beverello, nonché dinanzi allo storico teatro Mercadante. La costruzione della stazione è stata rallentata dai numerosi ritrovamenti di reperti archeologici. Al suo interno, nel corridoio di collegamento tra i pozzi di stazione e l'uscita in direzione della stazione marittima, verrà allestita un'area museale permanente con parte dei ritrovamenti archeologici rinvenuti. Parte dei reperti è oggi esposta presso la stazione Neapolis, all'interno della stazione Museo della linea 1.
Le uscite sono cinque: via Medina, via Depretis, due in piazza del Municipio e una presso la stazione marittima.

## Servizi
La stazione dispone di:
- Biglietteria automatica
- Scale mobili
- Ascensore
- Accessibilità per portatori di handicap
- Stazione videosorvegliata

## Interscambi
- Fermata tram (via Cristoforo Colombo, linee 1 e 4)
- Fermata filobus ANM
- Fermata autobus ANM ed EAV

## Galleria d'immagini

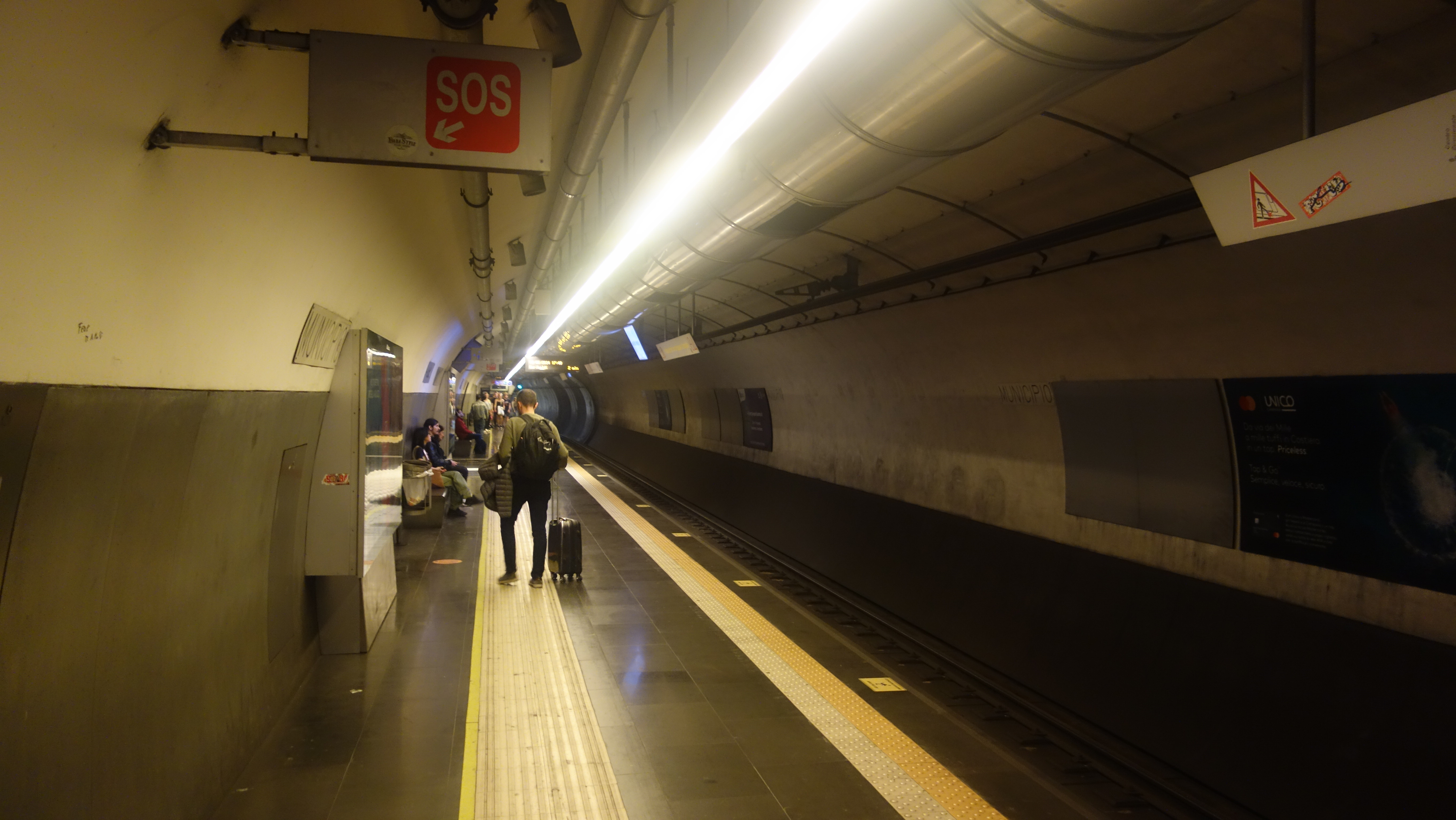
Il piano banchina della linea 1
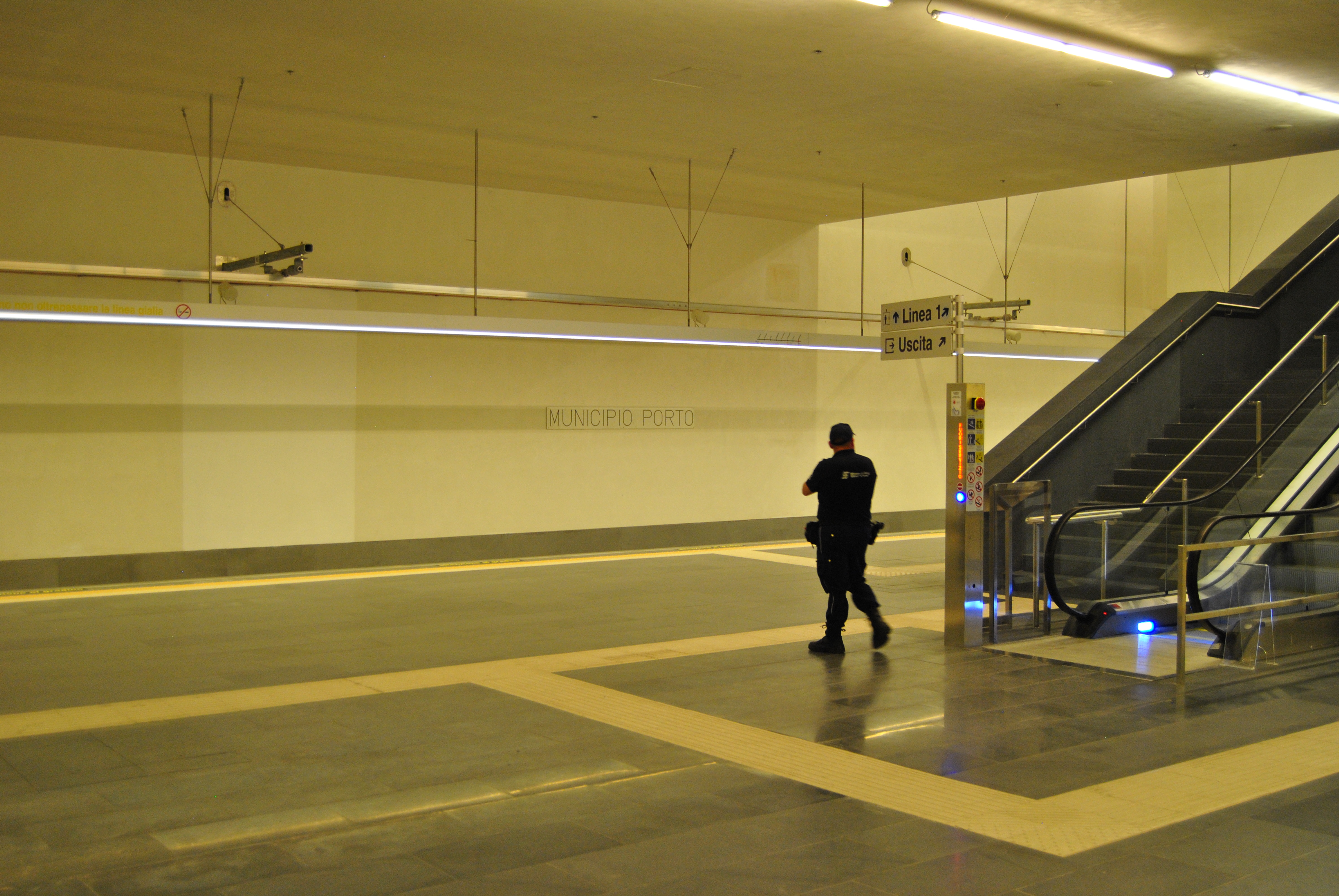
Il piano banchine della linea 6
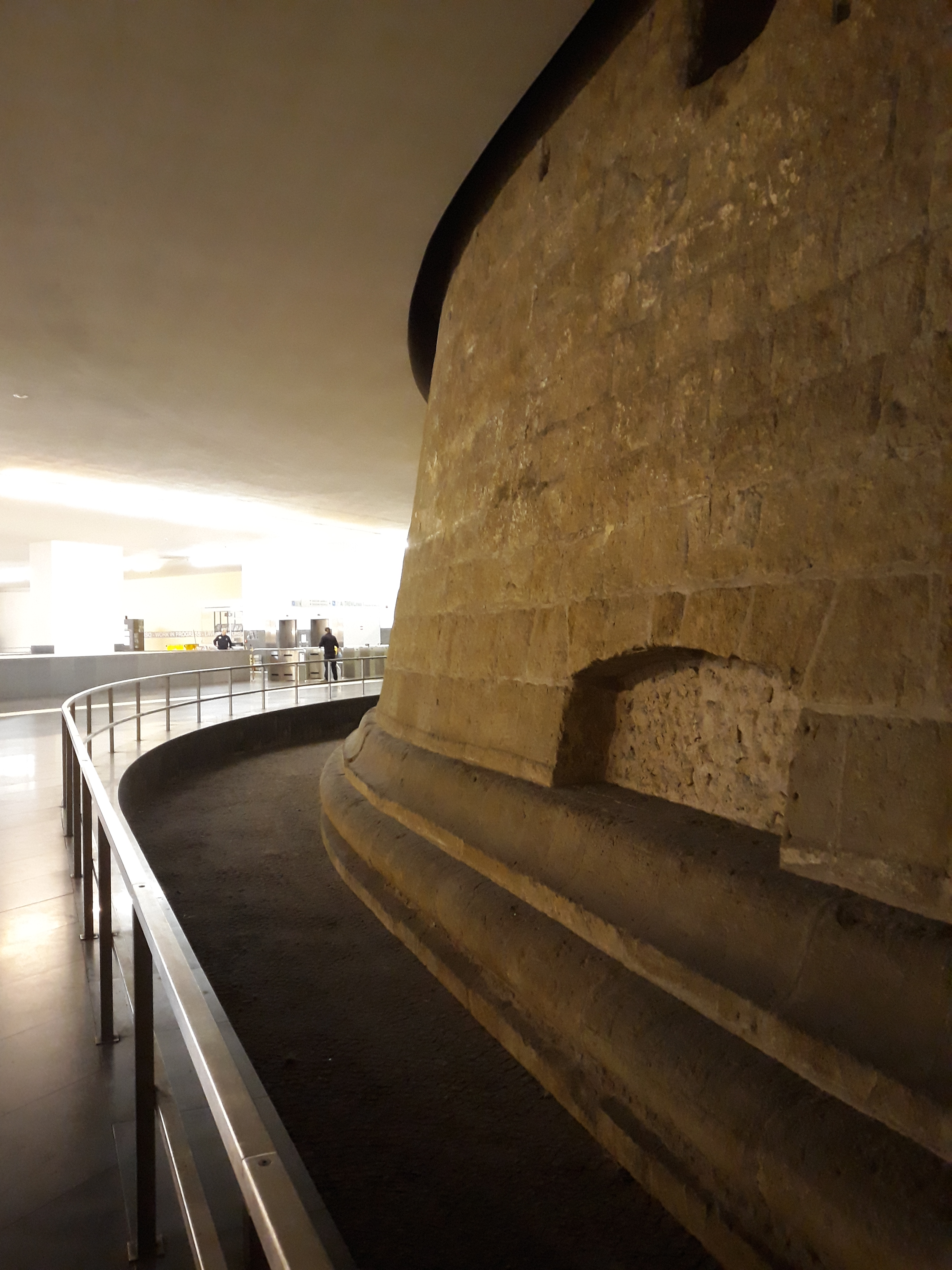
Fondamenta di una delle torri esterne del Maschio Angioino